# Iglesia de El Salvador (Arévalo)
La iglesia de El Salvador de Arévalo (provincia de Ávila, Castilla y León, España) es un templo cerrado al culto que amalgama diversos estilos arquitectónicos, como resultado de las sucesivas transformaciones experimentadas desde su primera fábrica románica en el siglo XII.

## Historia
Según una tradición apócrifa, el origen del templo se remonta a la época del emperador romano Constantino, quien la mandó erigir en el año 336. Otra tradición asegura que durante el dominio musulmán El Salvador mantuvo el culto cristiano mozárabe. Algunos autores proponen su remota condición de sinagoga judía.
Los primeros datos históricos se remontan a la época de Fernando III El Santo, más exactamente al 9 de noviembre de 1230, día en que el monarca castellano donó al Cabildo y al obispo abulense Domingo Dentudo un solar que tenía en el suburbio de nuestra villa, en la parroquia de San Salvador. En 1250 esta iglesia extramuros figura como una de las once consignadas en el inventario parroquial del Obispado de Ávila efectuado por el Cardenal Gil Torres. Posteriormente, a finales del siglo XVI, tras una profunda reforma, el obispo Pedro Fernández Temiño la volvió a consagrar para el culto.
En la actualidad la iglesia de El Salvador está cerrada al culto y en ella se guardan los pasos procesionales de la Semana Santa arevalense. Durante el año 2013 fue una de las sedes de "Credo", la 18.ª edición de Las Edades del Hombre.

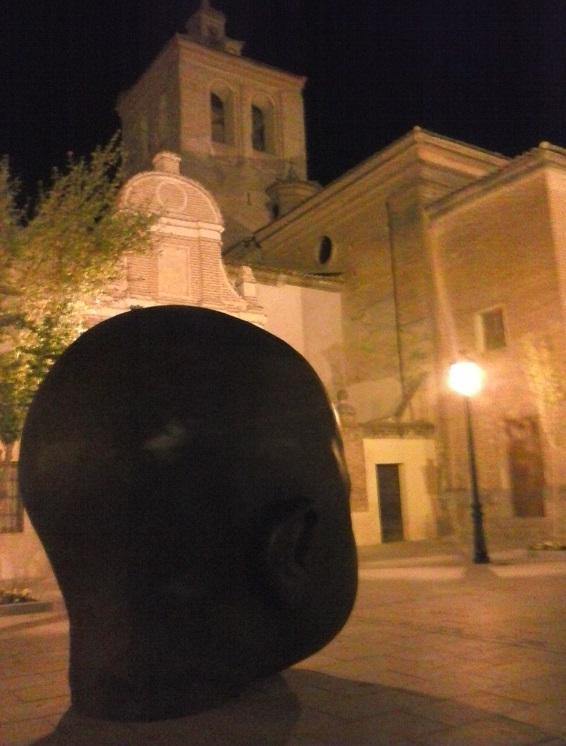
Vista nocturna de la Iglesia de El Salvador con una escultura de Antonio López en primer plano

## Descripción
La configuración actual de la fábrica es el resultado de las diferentes actuaciones llevadas a cabo sobre la planta original, al parecer basilical de tres naves y con cabecera tripartita. En el interior, el único ábside conservado, en la nave del Evangelio (norte), es románico; presenta un arco triunfal de acceso apeado en cabezas monstruosas, bóveda de cañón con arcos fajones apoyados en columnas y capiteles corintios, y bóveda de cuarto de esfera. Sobre este ábside-capilla se levanta la robusta torre mudéjar, a la que se accede por una escalera embebida en los 
muros; está estructurada en dos cámaras, la primera con cúpula semiesférica sobre trompas y la segunda con bóveda apuntada, y el cuerpo de campanas emplea como vanos arcos de medio punto.
La portada principal, clasicista de finales del siglo XVI, está hecha de ladrillo. Presenta arco carpanel, pilastras, aletones y frontón curvo.
El interior está organizado por tres naves decoradas con yeserías barrocas en las bóvedas, que sustentan recias columnas graníticas, y jalonadas por diferentes capillas laterales. Destaca en particular la capilla situada a la derecha del Presbiterio, en el lado de la Epístola, de planta cuadrada y grandes dimensiones. Fundada por Don Bernal de Dávila Monroy y Doña Luisa Briceño en 1562, alberga un extraordinario retablo de Juan de Juni, contratado en 1573 por 2.000 ducados y acabado tras su muerte en 1577 por su hijo Isaac. Esta obra maestra de la imaginería renacentista castellana incluye los motivos de La Inmaculada, El Calvario, Santa Ana, San Antonio, San Pedro, San Andrés, el Bautismo de Jesús y la Imposición de la casulla a San Ildefonso.
Notable es también la barroca Capilla de las Navas, en el lado del Evangelio, erigida por Doña Teresa de León en 1633, con cúpula ovalada y un gran lienzo de pintura italiana de la segunda mitad del siglo XVI y que representa la Sacra Conversación. La capilla sita a los pies del templo, fundada por Don Juan de Párraces en 1707, está dedicada a la Virgen del Rosario. Al otro lado del coro bajo se emplaza otra capilla dedicada a Santa Ana.
El Retablo Mayor es obra de Tomás Herrero, escultor arevalense que lo realizó en 1793. El grupo escultórico principal representa la Transfiguración del Señor, que enmarca un templete clásico circular, con columnas dóricas y cúpula con tallas de las Virtudes.